# Depression Quest
Depression quest è un'avventura testuale incentrata sul tema della depressione, è stato sviluppato nel 2013 dalla game designer Zoë Quinn utilizzando lo strumento open source Twine. Il gioco è scritto da Quinn e da Patrick Lindsay mentre Isaac Schankler ha composto le musiche originali.
Il videogioco, disponibile online gratuitamente con un modello pay-what-you-want, è stato pubblicato ufficialmente sul web il 14 febbraio 2013 e sulla piattaforma Steam l'11 agosto 2014. Il gioco, che racconta la storia di una persona che soffre di depressione e dei suoi tentativi per affrontarla, è stato creato con l'obiettivo di creare maggiore consapevolezza su questa problematica. Il National Suicide Prevention Lifeline riceve parte dei proventi.
Depression Quest è stato elogiato dalla critica per la sua rappresentazione della depressione e il suo valore educativo. Il gioco è stato apprezzato per le divergenze rispetto agli usi tradizionali dei videogiochi come mezzo di comunicazione. L'accoglienza del pubblico è stata più eterogenea e Quinn ha ricevuto minacce e molestie da persone che disapprovavano il gioco. Le false accuse che il gioco avesse ricevuto una recensione positiva da un giornalista che aveva avuto una relazione con Quinn hanno scatenato il Gamergate.

## Modalità di gioco
Depression Quest è un'avventura testuale che descrive le varie situazioni e invita il giocatore a scegliere la propria risposta. Nella maggior parte delle pagine sono inoltre presenti una serie di immagini statiche e musica d'atmosfera. Il gioco contiene oltre 40.000 parole scritte e molteplici possibili finali.
I giocatori assumono il ruolo di una persona che soffre di depressione e la storia è incentrata sulla loro vita quotidiana, compresi gli incontri di lavoro e il rapporto con la loro ragazza. La storia presenta anche vari trattamenti per la depressione. I giocatori si trovano periodicamente di fronte a scelte che alterano il corso della storia. Per fare una scelta il giocatore deve cliccare sul corrispondente collegamento ipertestuale. Tuttavia alcune scelte sono spesso cancellate e non possono essere cliccate, un meccanismo che ''Depression Quest'' utilizza per rappresentare lo stato mentale del personaggio e il fatto che le decisioni logiche potrebbero non essere disponibili. Sotto le scelte presentate al giocatore sono presenti una serie di affermazioni sul personaggio, che indicano il loro livello di depressione, se sono in terapia o meno e se sono attualmente in cura o meno.

## Sviluppo e pubblicazione

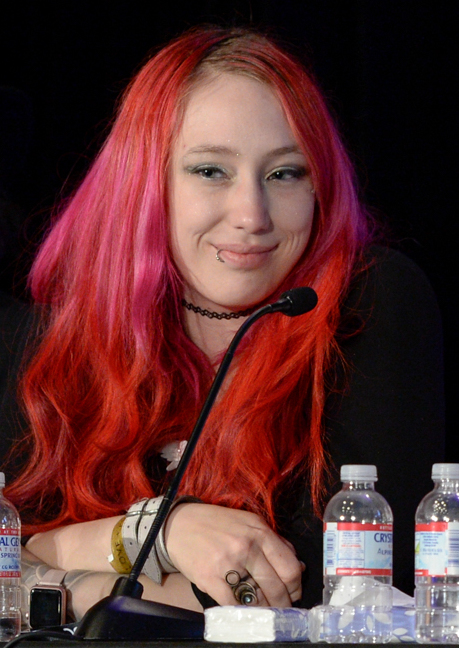
Zoë Quinn, la designer del gioco

Il gioco è stato progettato da Zoë Quinn e scritto da Quinn e Patrick Lindsey, entrambi affetti da depressione. La colonna sonora è stata composta da Isaac Schankler. Quinn e Lindsey hanno iniziato il progetto con l'obiettivo di comunicare come funziona la mente di chi soffre di depressione. Quinn ha appositamente progettato il protagonista del gioco come qualcuno con una vita facile e felice esteriormente, in modo da "anticipare l'argomento che qualcuno è depresso solo perché ha una vita difficile".
Depression Quest è stato pubblicato per la prima volta online come videogioco per browser il 14 febbraio 2013. Quinn ha anche presentato il gioco attraverso il programma di Steam Greenlight e per questo ha ricevuto commenti denigratori e messaggi di odio, costringendola a ritirare il gioco dal servizio. Dopo aver ricevuto un feedback positivo da parte dei giocatori che avevano giocato e aver ricevuto un invito all'Indiecade, ha riprovato con Greenlight. Ha ricevuto ulteriori molestie ma ha pensato di poter affrontare lo stress. "Ho pensato, onestamente, di poter accettare l'odio se ciò significava che il gioco potesse raggiungere qualcuno che avrebbe ricavato qualcosa da esso e che si sarebbe sentito meno solo", ha dichiarato Quinn.
Il gioco è stato accettato da Greenlight nel gennaio 2014 ed è stato pubblicato su Steam nell'agosto dello stesso anno. Quando si diffuse la notizia che l'attore Robin Williams fosse morto per un sospetto suicidio, Quinn ha considerato di ritardare la pubblicazione su Steam, in quanto non voleva essere vista come approfittatrice della morte di Williams ma alla fine ha deciso di rispettare il piano di pubblicazione originale, poiché pensava che rendere il gioco disponibile a coloro che lottano con i propri problemi era più importante di qualsiasi pubblicità negativa che avrebbe potuto ricevere, e ha scritto: "Non posso in buona coscienza trattenermi nell'offrire a qualcuno qualcosa che possa aiutarlo a iniziare a fare cambiamenti reali nella sua vita per ridurre il rischio di offendere le persone o danneggiare la mia stessa reputazione".
Il gioco utilizza un modello di prezzo paga quello che vuoi: è gratuito ma i giocatori possono versare qualsiasi importo che ritengano opportuno. Parte dei proventi del gioco sono devoluti ad un ente di beneficenza , inizialmente iFred e poi successivamente National Suicide Prevention Lifeline dopo che il gioco è stato pubblicato su Steam.

## Accoglienza
Depression Quest ha ricevuto per lo più recensioni positive da parte della critica, che generalmente considerava il gioco non destinato all'intrattenimento ma alla formazione. Jessica Vasquez, scrivendo per Game Revolution, ha elogiato la rappresentazione nel gioco di come i soggetti soffrono di depressione e ha espresso ottimismo nel suo potenziale per formare le persone sulla depressione. Scrivendo per Gizmag Adam Williams ha definito l'esperienza di Depression Quest "cupa e avvincente". Ha aggiunto che non ha trovato il gioco divertente da giocare e che "sicuramente non è Super Mario Bros. ma questo è probabilmente il senso". Tim Biggs, scrivendo per il The Sydney Morning Herald, ha inoltre sottolineato una mancanza di divertimento nel gioco e ha aggiunto che il gioco era "un test e, a volte, un'esperienza noiosa da affrontare". Tuttavia ha lodato la realizzazione del gioco e ne ha riconosciuto l'importanza come strumento per aumentare la consapevolezza della depressione e per aiutare chi ne soffre.
Scrivendo per Ars Technica, Kyle Orland ha definito Depression Quest "una delle più coinvolgenti ed educative visioni sull'argomento [della depressione]". Adam Smith, su Rock, Paper, Shotgun, ha scritto che Depression Quest era un "gioco come strumento di comunicazione, comfort e comprensione". Su Giant Bomb, Patrick Klepek ha elogiato la scrittura di Depression Quest e ha affermato che "alla fine, è stato in grado di dire di aver capito la depressione un po' meglio". Ha anche avvertito i giocatori di non aspettarsi che il gioco sia divertente, dicendo: "Giocare a  Depression Quest non è 'divertente', come guardare Schindler's List non è 'piacevole'. Sono importanti per ragioni diverse e non è un problema se esistono per il piccolo pubblico che li apprezzerà così come sono". Depression Quest Quinn è stato incluso in un articolo su Playboy che presentava diversi videogiochi che trattano apertamente l'esperienza soggettiva della depressione e in cui Quinn ha ha affermato che: "mi interessano molto i giochi che non sono lì per far sentire il giocatore eccezionale".
Quinn ha dovuto affrontare delle molestie a seguito della pubblicazione di Depression Quest. Questo si è ulteriormente intensificato con l'ulteriore visibilità che il gioco ha ricevuto su Steam. Quinn inizialmente ha ritirato il gioco da Greenlight dopo aver ricevuto una dettagliata minaccia di stupro per posta al suo indirizzo di casa. Quando ha riportato Depression Quest a Greenlight ha iniziato a ricevere telefonate minacciose. A metà agosto 2014, subito dopo l'uscita ufficiale del gioco su Steam, un ex fidanzato di Quinn ha scritto un lungo e critico post sul loro rapporto. Il post ha sostenuto che Quinn avesse frequentato Nathan Grayson, un giornalista di videogiochi per Kotaku. I critici di Quinn hanno sostenuto che Grayson avesse dato una recensione positiva di Depression Quest per via di questa relazione. Le indagini hanno dimostrato che questo è falso poiché Grayson non aveva mai recensito Depression Quest. Queste false accuse contro Quinn hanno scatenato quella che in seguito sarebbe stato definito il Gamergate. Quinn è stata vittima di molestie su vasta scala, la pagina del profilo del gioco è stata riempita da quelle che The New Yorker ha descritto come "recensioni degli utenti arrabbiati" e le recensioni del gioco sono state temporaneamente disabilitate. The Daily Dot ha riferito che il forum videoludico di 4chan aveva bombardato la pagina Metacritic del gioco con recensioni negative.